# Clejani (gmina)
Clejani – gmina w Rumunii, w okręgu Giurgiu. Obejmuje miejscowości Clejani, Neajlovu, Podu Doamnei i Sterea. W 2011 roku liczyła 3809 mieszkańców. 